# Milano-Torino 1972
La Milano-Torino 1972, cinquantottesima edizione della corsa, si tenne l'8 marzo 1972. Fu vinta dal belga Roger de Vlaeminck al suo esordio nella corsa.

## Ordine d'arrivo (Top 10)
| Pos. | Corridore          | Squadra | Tempo |
| ---- | ------------------ | ------- | ----- |
| 1    | Roger de Vlaeminck |         |       |
| 2    | Franco Bitossi     |         |       |
| 3    | Gianni Motta       |         |       |
| 4    | Italo Zilioli      |         |       |
| 5    | Francis Campaner   |         |       |
| 6    | Giancarlo Polidori |         |       |
| 7    | Michele Dancelli   |         |       |
| 8    | Gosta Petterson    |         |       |
| 9    | Marcello Bergamo   |         |       |
| 10   | Antoon Houbrechts  |         |       |